# Raszczyce
Raszczyce is een dorp in de Poolse woiwodschap Silezië. De plaats maakt deel uit van de gemeente Lyski en telt 1100 inwoners.

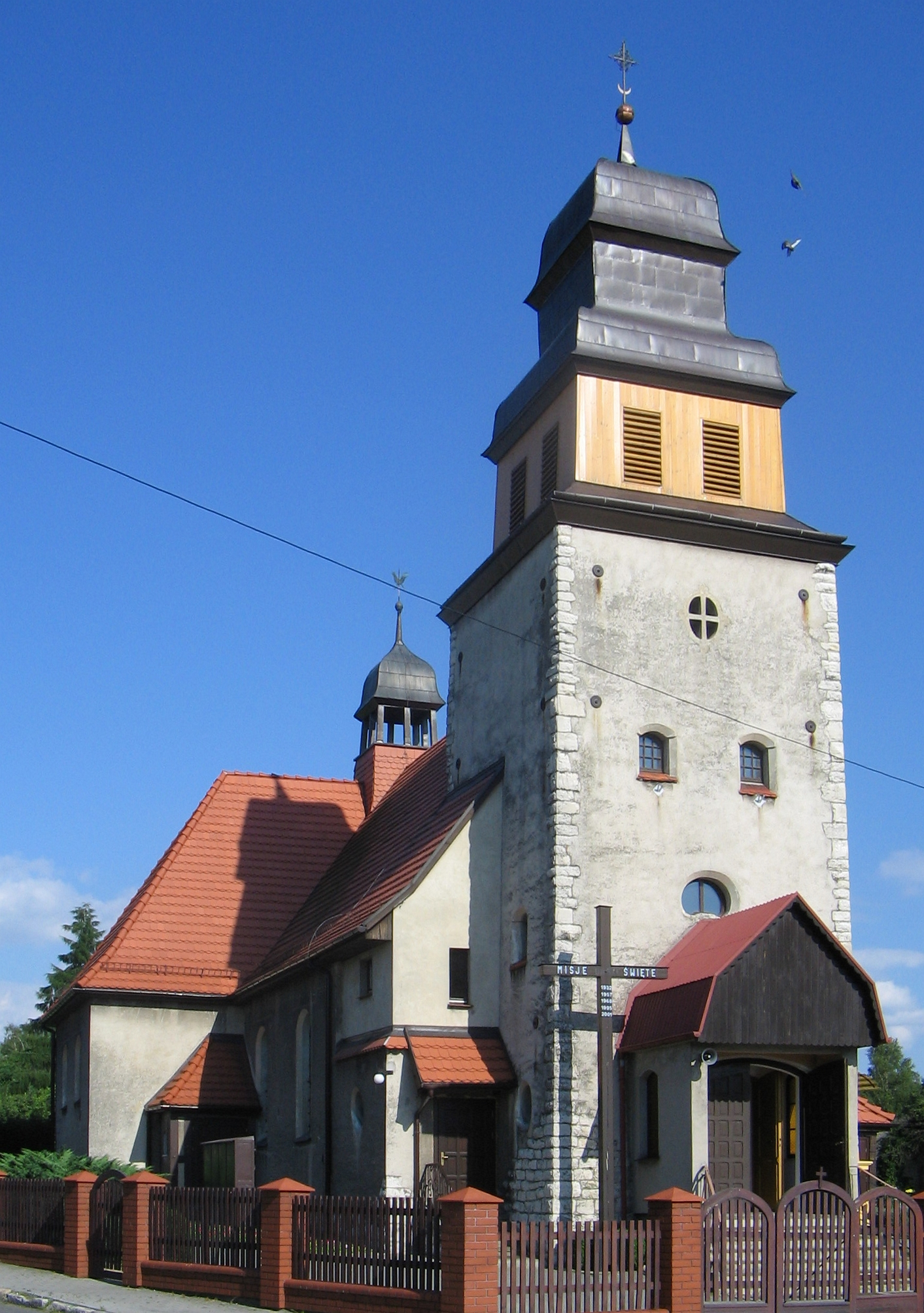